# Symphurus diomedeanus
Symphurus diomedeanus és un peix teleosti de la família dels cinoglòssids i de l'ordre dels pleuronectiformes que viu a l'Atlàntic occidental (des del Canadà fins a l'Uruguai).